# Kamila Chudzik
Kamila Chudzik, född den 12 september 1986 i Kielce, är en polsk friidrottare som tävlar i mångkamp.
Chudzik deltog vid VM 2007 där hon slutade på en 21:e plats i sjukampen. Vid Olympiska sommarspelen 2008 slutade hon på plats femton. Hennes stora genombrott kom vid VM 2009 i Berlin där hon slutade trea efter att han noterat 6 471 poäng.

## Personliga rekord
- Sjukamp - 6 494 poäng